# Mae Chan (tambon)
Mae Chan (Thai: แม่จัน) is een tambon in amphoe (district) Mae Chan in Thailand. De tambon had in 2005 11.166 inwoners en bestaat uit 14 mubans.